# الظاهي (القفر)

تعديل مصدري - تعديل

الظاهي محلة تابعة لقرية حقنة، التابعة لعزلة الكرابة بمديرية القفر إحدى مديريات محافظة إب في الجمهورية اليمنية.، بلغ تعداد سكانها 38 حسب تعداد اليمن لعام 2004.